# Janina Ruszczyc
Janina Ruszczyc (* 15. August 1914; † 7. April 1988 in Warschau) war eine polnische Kunsthistorikerin. Ihre Bedeutung liegt in ihrer Arbeit als Kuratorin am Nationalmuseum Warschau und der Bearbeitung des Nachlasses ihres Vaters Ferdynand Ruszczyc.

## Leben und Leistungen

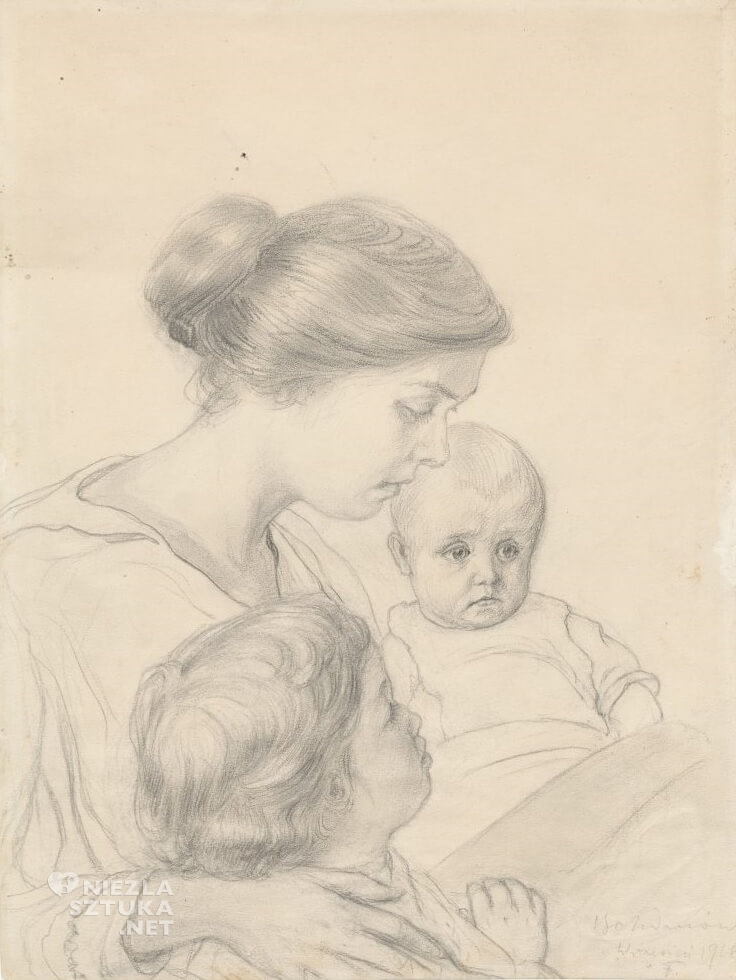
Janina (links stehend) im Alter von zwei Jahren mit ihrer Mutter und dem Bruder Edward, Zeichnung von Ferdynand Ruszczyc aus dem Jahr 1916, Nationalmuseum Warschau

Janina Ruszczyc wurde als ältestes von sechs Geschwistern, je drei Jungen und drei Mädchen, des bekannten polnischen Malers Ferdynand Ruszczyc und von dessen dänischstämmiger Frau Regina Rouck († 1939) geboren. Die Familie Ruszczyc gehörte dem polnischen Adel (Szlachta) an. Die Geschwister waren Edward Ruszczyc (1915–2003), der Elektro-Ingenieur wurde und die Tagebücher des Vaters herausgab, Oscar Ruszczyc (1917–1996), der später in die USA ging und an der Columbia University Psychologie-Professor wurde, Andrzej (1928–1976), der Arzt wurde, Eva (1922–1945) sowie als Jüngste Barbara Ruszczyc (1928–2001), die eine bekannte Ägyptologin wurde.

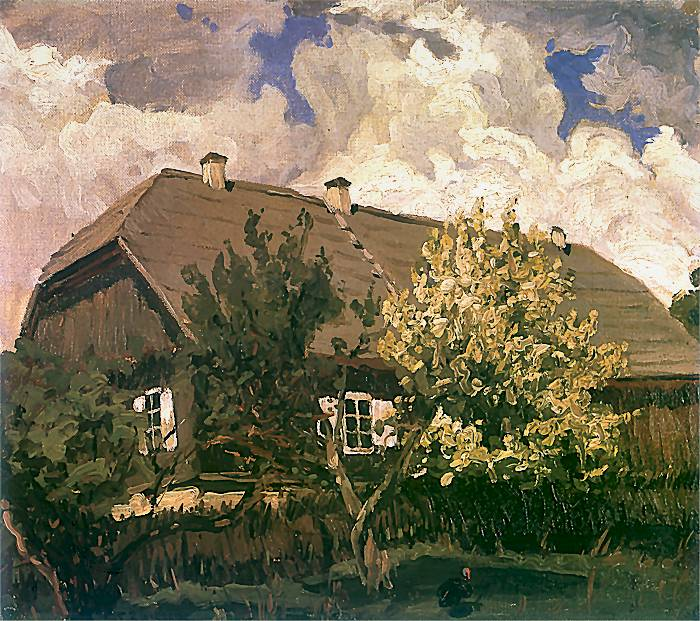
Landhaus der Familie in Bohdanów. Gemälde von Ferdynand Ruszczyc (1901). Heute im Nationalmuseum Lublin.

Janina Ruszczyc begann an der Universität Vilnius ein Studium der Kunstgeschichte, das sie für zwei Jahre an der Universität Göttingen fortsetzte. Nach dem Tod des Vaters und der schweren Erkrankung der Mutter musste sie ihr Studium beenden und kehrte nach Vilnius zurück, um die Mutter bis zu deren Tod zu pflegen. Nach deren Tod oblag ihr die Sorge für die jüngeren Geschwister, die zum Teil noch die Schule besuchten. Insbesondere die Zeit seit dem Ausbruch des Zweiten Weltkrieges war sehr kompliziert. Zunächst wurde die Region von der Sowjetunion, dann für mehrere Jahre vom nationalsozialistischen Deutschland und ab 1944 erneut von der Sowjetunion okkupiert. Bei Kriegsausbruch mussten die Geschwister die Schule verlassen und lebten mit Janina im Landhaus der Familie in Bohdanów (heute zu Belarus). Mit der sowjetischen Okkupation wurden sie aus ihrem Landgut vertrieben, die jüngeren Geschwister lebten während dieser Zeit in der Nähe von Vilnius im Landhaus des Onkels. Janina blieb in Bohdanów, um den Nachlass des Vaters, der als polnischer Patriot bei den Sowjets nicht beliebt war, zu bewahren. Sie konnte seine Werke und Dokumente zum Großteil bei den Nachbarn verstecken. Im Zuge der deutschen Besatzung ab 1941 konnte die Familie in ihr Landhaus zurückkehren. Während der deutschen Besatzung führte die Familie dort ein unauffälliges Leben. Die zweite sowjetische Besetzung brachte zunächst den erneuten Verlust des Landhauses mit sich, das von den Sowjets niedergebrannt wurde. Die Geschwister wurden vertrieben, es verschlug sie zunächst nach Toruń, dann nach Zakopane. Janina Ruszczyc wurde inhaftiert und nur aufgrund des fortwährenden Drucks der Nachbarn wieder frei gelassen. In der Haft war sie schwer an Typhus erkrankt und hatte das Augenlicht auf einem ihrer Augen verloren. Im Zuge der Freilassung wurde sie aus dem nun Belarus zugeschlagenen Gebiet ausgewiesen und kam nach Warschau. Nachdem die Schwester Eva verstorben war, zog Barbara zu ihr.
Während Barbara ihre Schulbildung vollendete, hatte Janina eine Anstellung am Nationalmuseum Warschau erhalten. Hier arbeitete sie an einem Register der polnischen Porträtbilder vom 16. bis zum 18. Jahrhundert. Im Laufe ihrer Karriere am Museum gestaltete sie mehrere Sonderausstellungen, darunter 1964 zu den Werken ihres Vaters, und arbeitete zu verschiedenen Epochen und Themen der nachmittelalterlichen Kunst. Mehrere deutsche Werke zur Kunstgeschichte übersetzte oder mitübersetzte sie ins Polnische, darunter die Europäische Kunstgeschichte in 2 Bänden von Peter Meyer (1973) und Alfred Langers Biografie von Paul Gauguin (1965). Insgesamt publizierte sie im Laufe ihrer Karriere mehr als 70 Arbeiten.

## Publikationen (Auswahl)
- Lewitan. Sztuka, 1957.
- mit Tadousz Dobrzeniecki und Zofia Niesiołowska-Rothertowa: Sztuka sakralna w Polsce. Malarstwo. Ars Christiana, Warschau 1958.
- mit Gertrud Rudloff-Hille, Irena Kulejowska, Roman Artymowski und Jana Bialostockiego: Portret Niemiecki 1500 – 1800. Muzeum Narodowe w Warszawie, Warschau 1961.
- mit Krystyna Sroczyńska: Galeria sztuki polskiej. Arkady, Warschau 1961.
- mit Tadeusz Dobrzeniecki: Drezdeńska Galeria obrazów : Dawni mistrzowie. Staatliche Kunstsammlungen, Dresden 1963.
- Ferdynand Ruszczyc 1870 – 1936. Muzeum Narodowe w Warszawie, Warschau 1964.
- mit Arnold Hauser und Juliusza Starzyńskiego: Społeczna historia sztuki i literatury. 2 Bände, Państwowy Instytut Wydawniczy, Warschau 1974.